# Unión Astronómica Internacional

En verde los países miembros.

La Unión Astronómica Internacional (UAI, en francés Union astronomique internationale o UAI, en inglés International Astronomical Union o IAU) es una agrupación de las diferentes sociedades astronómicas nacionales y constituye el órgano de decisión internacional en el campo de las definiciones de nombres de planetas y otros objetos celestes, así como los estándares en astronomía. Fue creada en 1919 a partir de la unión de diferentes organismos como el Bureau International de l'Heure, la Carte du Ciel y la Solar Union. Su primer presidente fue Benjamin Baillaud. Su objetivo es promover y coordinar la cooperación internacional en la astronomía y la elaboración de las reglas de nomenclatura de los diferentes cuerpos celestes.
Los grupos de trabajo de la UAI también incluyen El grupo de trabajo para la nomenclatura de sistemas planetarios (WGPSN en inglés), que establece la nomenclatura para cuerpos planetarios y las convenciones de nomenclatura astronómica.
En el año 2015, la UAI tenía 12 450 socios individuales, principalmente profesionales de la astronomía con el grado académico de doctor, y 74 socios nacionales, es decir, países afiliados a la UAI. El 84 % de sus miembros son masculinos y un 16 % de miembros femeninos. La presidenta actual de la UAI es Ewine F. van Dishoeck (2018-2021) y la astrónoma portuguesa Teresa Lago ejerce como Secretaria General de la institución para el mismo trienio.

## Subdisciplinas principales
La UAI coordina 9 divisiones, 38 comisiones y 45 grupos de trabajo sobre diferentes temas astronómicos.

## Asambleas Generales
La Asamblea General de la UAI se reúne cada tres años. Los encuentros incluyen:
1 Celebrada para conmemorar el 500.º aniversario del nacimiento de Nicolás Copérnico.